# Per Christiansen
Per Christiansen (* 26. Oktober 1949 in Larvik, Provinz Vestfold) ist ein norwegischer Jurist, Hochschullehrer und Richter am EFTA-Gerichtshof. Er unterrichtet an der Universität Tromsø EU- und EWR-Recht.

## Universitäre Ausbildung
Per Christiansen erlangte 1976 den offiziellen norwegischen Titel Candidatus Juris (cand.jur., Titel ähnlich dem Master) an der Universität Oslo.
1988 promovierte er zum Doktor der Rechte, ebenfalls an der Universität Oslo mit einer Arbeit über das norwegische Währungsrecht (Norsk pengerett: en fremstilling av de offentligrettslige regler om penger og pengesystemet).
2005 bis 2006 folgte eine Ergänzungsausbildung (Fulbright Scholar) an der George Washington University in Washington, D.C.

## Tätigkeit
Per Christiansen arbeitete 1976 bis 1982 als Unternehmensjurist (in-house counsel) bei der Norges Bank und 1982 bis 1985 im Finanzministerium (Head of Division, seit 1984 als Deputy Director). 1985 bis 1986 war er leitender Sekretär im Gouverneursrat der Norges Bank. 1986 bis 1988 wieder im Finanzministerium tätig. Von 1988 bis 1994 war er als Jurist bei der norwegischen Mission bei der Europäischen Gemeinschaft in Brüssel tätig und 1994 bis 1995 wieder im Finanzministerium in Norwegen. Von 1995 bis 1998 war er Registrar (Kanzler) beim EFTA-Gerichtshof in Luxemburg. 1998 wechselte er zu PricewaterhouseCoopers als Anwalt. Von 1997 bis 2011 war er Professor für EU- und EWR-Recht an der Universität in Tromsø (2003 bis 2007 im Rahmen einer Jean-Monnet-Professur). Seit dem 17. Januar 2011 ist er anstelle von Henrik Bull Richter am EFTA-Gerichtshof (norw.: EFTA-domstolen).